# Grünau im Almtal
Grünau im Almtal là một thị trấn ở huyện Gmunden bang Oberösterreich, nước Áo. Đô thị này có diện tích 230 km², dân số thời điểm ngày 31 tháng 12 năm 2005 là 2077 người.

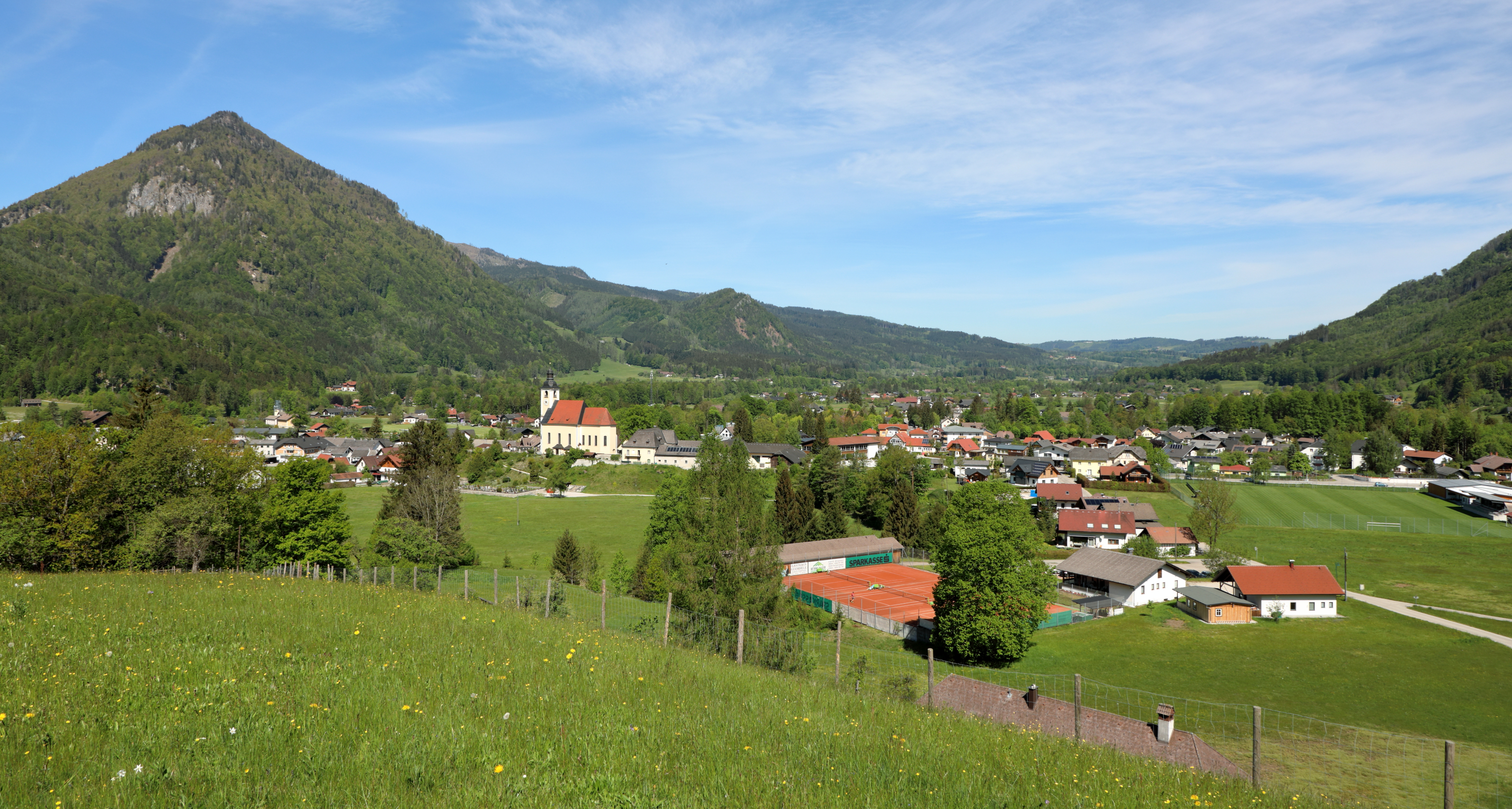
Phía đông Grünau im Almtal
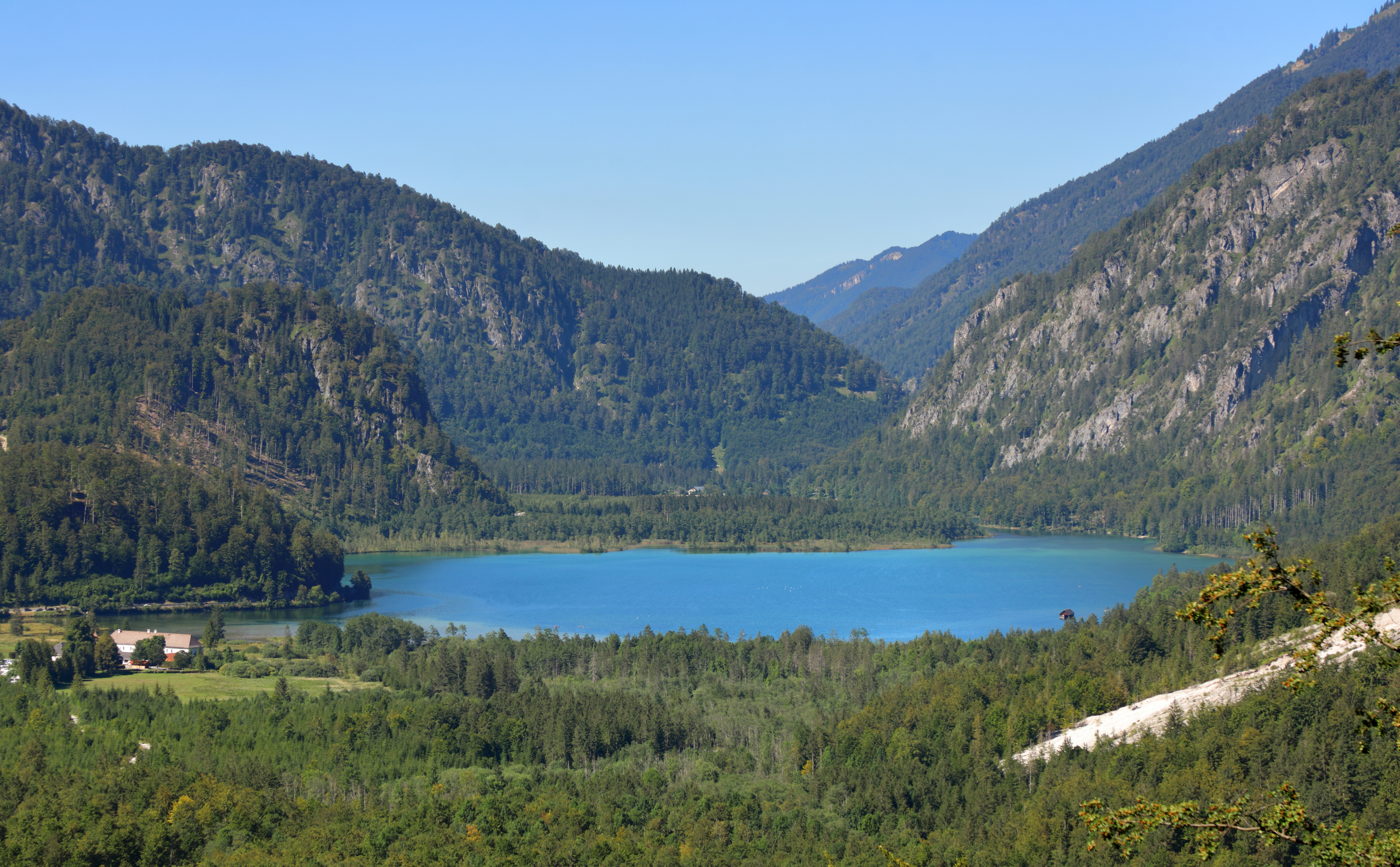
Hồ Almsee
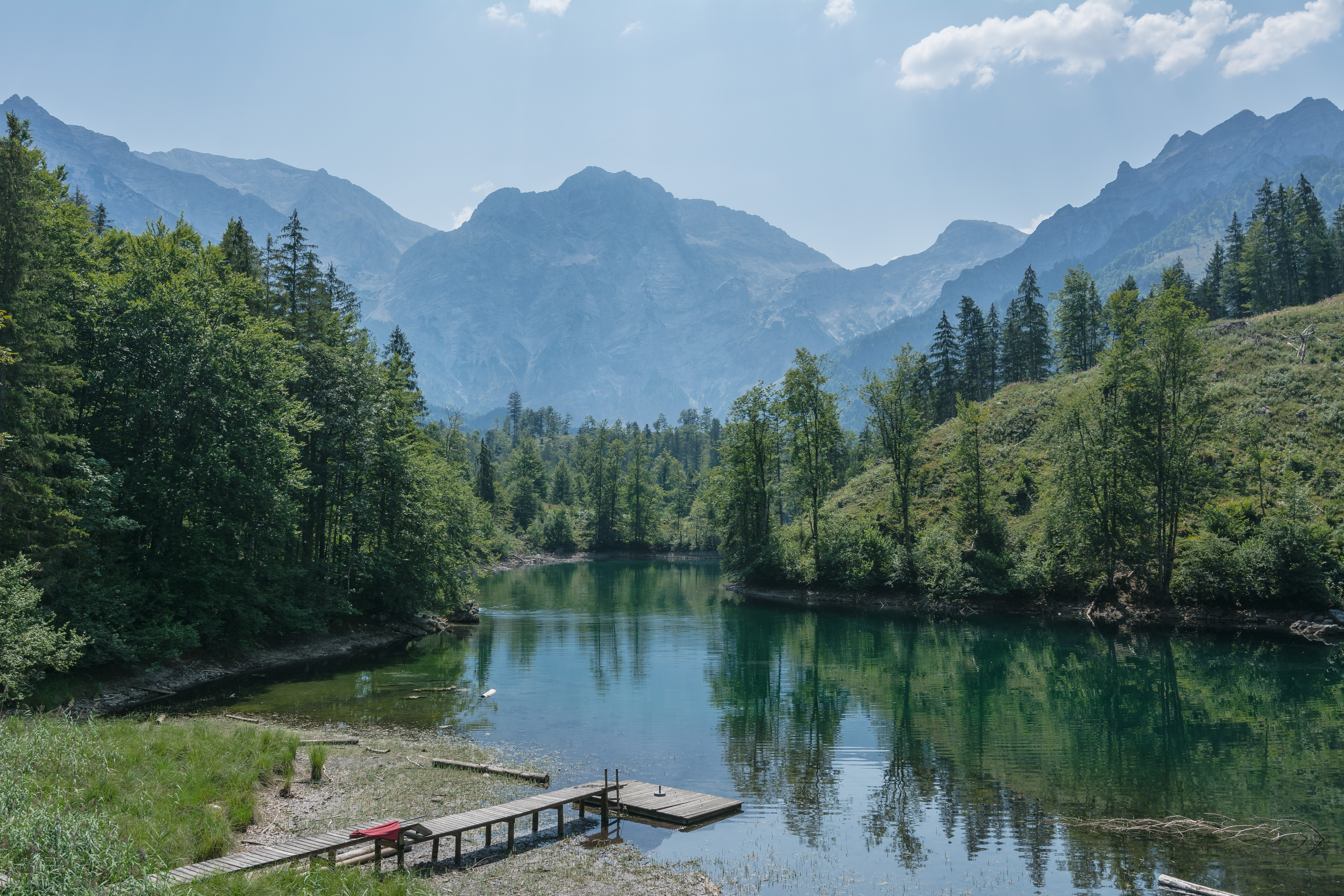
Hồ trên núi Großer Ödsee
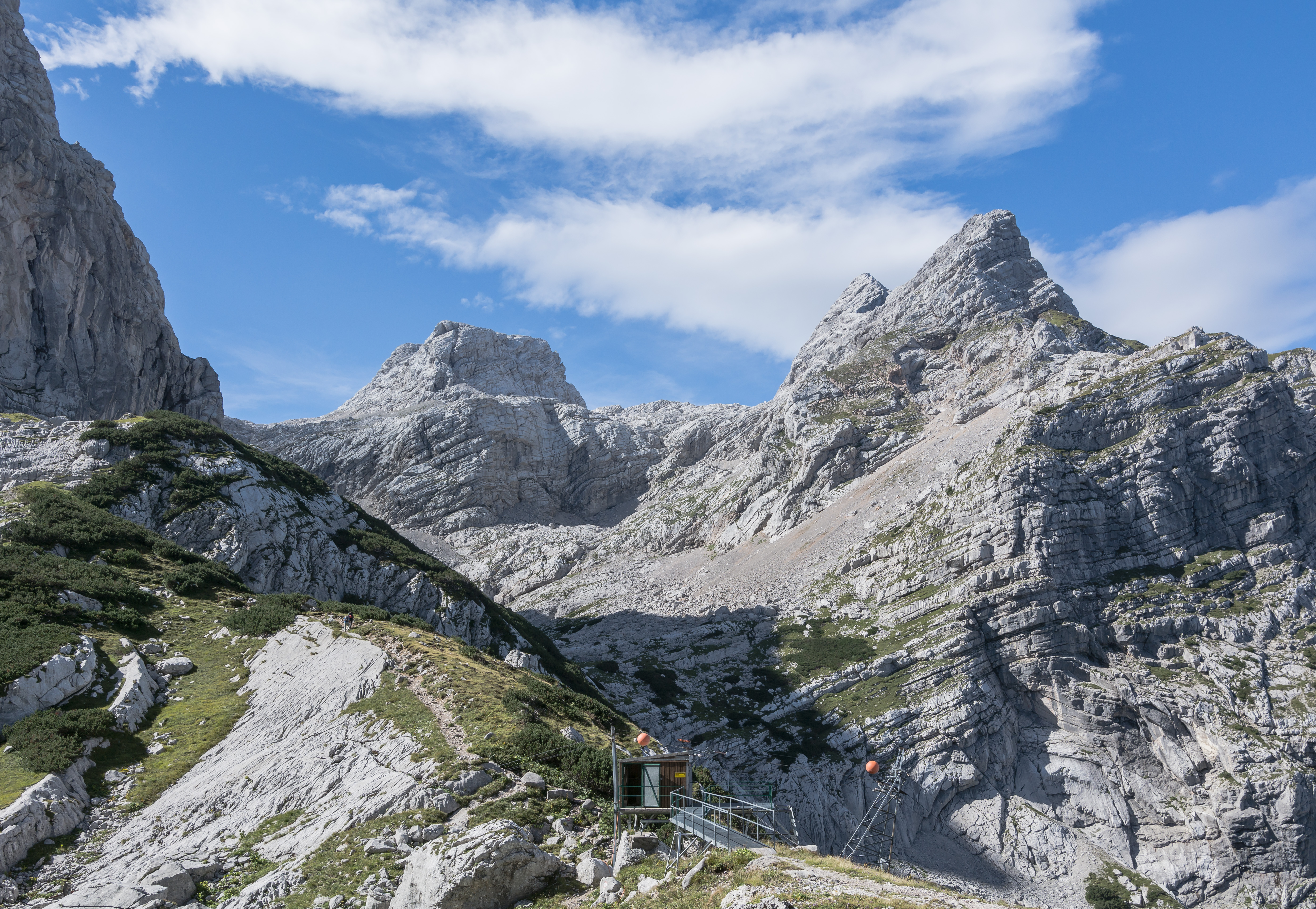
Núi Schermberg